# Pietro Alberici
Pietro Alberici (Codogno, 3 novembre 1870 – Milano, 21 luglio 1933) è stato un magistrato e politico italiano.
Laureato a Pavia entra in magistratura nel 1893. È stato vice-pretore a Biella, pretore a Verona, pretore e giudice a Milano. Tra il 1923 e il 1930 è primo presidente della Corte d'appello a Bologna, poi presidente della Corte d'Appello di Milano dal 18 febbraio 1930 al 21 luglio 1933. Ha ricoperto gli incarichi di capo-gabinetto al Ministero di grazia e giustizia e consigliere comunale di Codogno.
È padre di Umberto Alberici, deputato del Regno d'Italia.